# Semaine 25
D'après la norme ISO 8601, une semaine débute un lundi et s'achève un dimanche, et une semaine dépend d'une année lorsqu'elle place une majorité de ses sept jours dans l'année en question, soit au moins quatre. Dès lors, la semaine 25 est la semaine du vingt-cinquième jeudi de l'année. Elle suit la semaine 24 et précède la semaine 26 de la même année.
La semaine 25 est pratiquement toujours la semaine du 21 juin, sauf exceptionnellement, dans le cas d'une année bissextile commençant un jeudi.
Elle commence au plus tôt le 14 juin et au plus tard le 21 juin.
Elle se termine au plus tôt le 20 juin et au plus tard le 27 juin.

## Notations normalisées
La semaine 25 dans son ensemble est notée sous la forme W25 pour abréger.
| Jour de la semaine 25 | Notation |
| --------------------- | -------- |
| Lundi                 | W25-1    |
| Mardi                 | W25-2    |
| Mercredi              | W25-3    |
| Jeudi                 | W25-4    |
| Vendredi              | W25-5    |
| Samedi                | W25-6    |
| Dimanche              | W25-7    |

## Cas de figure
| Cas | Le 31 décembre est… | L'année est une année… | Le vingt-cinquième jeudi de l'année tombe… | La semaine 25 débute… | La semaine 25 s'achève… | Premier cas après 2008 |
| --- | ------------------- | ---------------------- | ------------------------------------------ | --------------------- | ----------------------- | ---------------------- |
| 0   | Un vendredi         | bissextile DC          | Le 17 juin                                 | Le lundi 14 juin      | Le dimanche 20 juin     | 2032                   |
| 1   | Un jeudi            | D ou ED                | Le 18 juin                                 | Le lundi 15 juin      | Le dimanche 21 juin     | 2009                   |
| 2   | Un mercredi         | E ou FE                | Le 19 juin                                 | Le lundi 16 juin      | Le dimanche 22 juin     | 2014                   |
| 3   | Un mardi            | F ou GF                | Le 20 juin                                 | Le lundi 17 juin      | Le dimanche 23 juin     | 2013                   |
| 4   | Un lundi            | G ou AG                | Le 21 juin                                 | Le lundi 18 juin      | Le dimanche 24 juin     | 2018                   |
| 5   | Un dimanche         | A ou BA                | Le 22 juin                                 | Le lundi 19 juin      | Le dimanche 25 juin     | 2017                   |
| 6   | Un samedi           | B ou CB                | Le 23 juin                                 | Le lundi 20 juin      | Le dimanche 26 juin     | 2011                   |
| 7   | Un vendredi         | C                      | Le 24 juin                                 | Le lundi 21 juin      | Le dimanche 27 juin     | 2010                   |

1. 1 2 3  Dans ce cas, l'année compte une semaine 53.